# Franz Wimmer
Franz von Paola Géza Karl Maria Wimmer (3. května 1885 Bratislava – 1953 Lochham u Mnichova, Německo) byl slovenský architekt německého původu, profesor, známý jako představitel konzervativní (tradiční) architektury.

## Život
Franz Wimmer se narodil v domě na Michalské ulici č. 2. Byl jedním ze čtyř dětí v rodině Adolfa Wimmera, váženého občana města, ředitele první prešpurské spořitelny, který byl také majitelem obchodu s koloniálním zbožím "Zum Elefanten - Ke slonovi" (U slona). Původní kořeny rodiny Wimmerovy je třeba hledat v Rakousku. Vysokoškolské vzdělání v oboru architektura nabyl na Technické Univerzitě v Mnichově. Po ukončení studia zůstal jistý čas pracovat pro škole jako asistent profesora Thierscha.
Na scéně se poprvé objevil roku 1909 realizací schodů a opěrné zdi při Dómu sv. Martina. V roce 1914 odešel jako dobrovolník na balkánskou frontu. Krátce byl ženatý s mnichovskou malířkou Valerií Heller - Spiess. Pravděpodobně již v roce 1918 začal spolupracovat s architektem Andrejem Szőnym, písemně je však potvrzen rok 1921, kdy si vybudovali společný ateliér na Michalské č.2. Firma měla název F. Wimmer und A. Szőnyi, Architekten.
V roce 1919 se stal členem Bratislavského uměleckého spolku (BUS) - Pressburger Kunstverein, kde od začátku aktivně pracoval, stejně jako Andrej Szőnyi. Přes spolek a jeho členskou základnu, získal jejich ateliér i první architektonické objednávky. Jako zástupci spolku v městských komisích se mu podařilo zachránit mnohé historické památky města před zbouráním.
V roce 1929 přijal Wimmer místo na Německé vysoké škole technické v Praze. Po příjezdu do Prahy byl jmenován řádným profesorem na Katedře středověké architektury, v německé sekci (Bautechnische Fakulta der Karlsunversitat, Prag), kde pracoval až do roku 1945, jistou dobu zastával i funkci děkana. O jeho působení v Praze nejsou zachovány žádné záznamy. Všechny dokumenty o profesorském sboru německé sekce univerzity byly zničeny.
Spolupráce v ateliéru se Szőnyi trvala i během jeho pražského působení. Výkresová dokumentace prokazující aktivní spolupráci obou architektů je zachována do roku 1938. Od roku jeho pražského působení změnili název ateliéru na Prof. F. Wimmer & amp; A. Szőnyi, Architekten. Do Bratislavy však jezdíval pravidelně i během rozdělení republiky po roce 1939.
V roce 1945 před příchodem ruské fronty odešel z Prahy do Mnichova. Do Bratislavy se už nikdy nevrátil. Jeho rodina byla po osvobození Bratislavy v dubnu 1945 pro německý původ vystěhována z jejich domu na Michalské č. 2 a internována do tábora v Petržalce.
Franz Wimmer zemřel v roce 1953 v obci Lochham u Mnichova, pohřben je v mnichovské městské části Pasing.

## Tvorba
Tvořil v období stále přetrvávajícího vlivu Vídně, a převládajícím aplikováním tradičních forem v architektuře. Skoro všechny státní budovy se stavěly v tomto oficiálním stylu až do třicátých let 20. století, kdy pod nástupem nových technologií a sílícím levicovým hnutím začaly pronikat do architektonické tvorby prvky funkcionalismu. Postupně funkcionaliznus začala i společnost akceptovat jako směr.
První známou realizací připisovanou F. Wimmerovi jsou exteriérové schody a kamenná opěrná zeď na terénním převýšení při Dómu sv. Martina, na dnešním Rudnayově náměstí z roku 1909.
Mladý Franz se v letech 1911–1913 vítěz soutěže zviditelnil stavbou Kostela reformované církve na dnešním náměstí SNP a také nájemným domem nazývaným Kalvínův dvůr na Obchodní ulici č. 12. (původně Schöndorfská ulice). Oba objekty byly provozně propojeny. Byl to první vysoký dům na této ulici, postavený ze železobetonu. Kalvínský kostel je postaven v neorománském slohu nebo v Rundbogenstil - ve stylu oválného oblouku, Kalvínův dvůr ve stylu maďarské secese, početně zastoupené v ulicích Budapešti. Je předpoklad, že výslednou podobu Kalvínovu dvoru dal budapešťský stavitel Opaterný, který zpracoval realizační projekt.
Jméno profesora Wimmera je spojeno se jménem Andreje (Endre) Szőnyho (* 1885 Jaszbereny - † 1968 Bratislava), architektem veřejnosti známějším. Jejich spolupráce začala pravděpodobně v roce 1918 a první známý společně podepsaný výkres Architekten Wimmer & amp; Szőnyi je z roku 1921. Šlo o úpravu zadního křídla Wimmerova rodného domu (Michalská č.2) na společný architektonický ateliér.
První větší společně podepsanou realizací ateliéru F.Wimmer & amp; A.Szonyi je projekt z roku 1924 s názvem Vestavba budovy sálu do dvora konviktu. Je to sál kina Atlona na dnešním náměstí SNP (v roce 2013 zde sídlila restaurace Flagship). Koncepce projektu byla řešena v tradiční kompozici, výzdoba, ze které se zachovalo minimum, byla ve stylu Art deco.
Z roku 1925 je návrh a později realizace památníku obětem 1. světové války na Murmanské výšině na ulici Francouzských partyzánů, ve spolupráci s bratislavským sochařem Alojzem Rigelem. Památník je jednoduchý a působivý. Při úpatí žulového kubusu jsou čtyři lvice-strážkyně podsvětí, připomínající jejich zobrazení z dob antiky.
V roce 1926 byl zrealizován vlastní dům A. Szonyiho na Kapitulská ul. č.13 (dnes 12.) v Bratislavě, v přízemí kterého byly spolkové místnosti Kunstvereinu.
Ve stejnou dobu, kdy projektovali soutěžní návrhy oficiálních budov ve stylu tradicionalismu, navrhovali Wimmer se Szőnym rodinné domy a vily, v německém stylu stavění, které působily domácky útulně. Charakteristickými znaky těchto staveb je vysoká valbová střecha a náběhy při okapech, vertikálně členěná okna s látkovým okenicemi. Fasáda je při jednopodlažních stavbách jednoduchá, v případě vícepodlažních budov navrhli balkon podepřený sloupy nebo konzolami. Charakteristickým prvkem bylo pro jejich tvorbu použití arkýře podepřeného konzolemi. Tvaroslovné prvky, blízké architektům německého okruhu oslovovali bratislavskou i piešťanskou klientelu a během následujících přibližně dvanácti let v tomto stylu realizovali rodinný dům dr. Fleishackera na Timravině ulici č. 4 (z roku 1924), podobně řešené jsou i vily z pozdějšího období např. vila dr. Cabañase na Pažického ul. č. 4 (z roku 1926) Tvarově rozehráli dům Janka Alexyho v Piešťanech, místní části Banka (r. 1932) a dr. Dérera na Údolní - Slepé ulici 12 (r. 1938). Rozsahem větší je Villa Anna realizována v roce 1928 pro prokuristu Kajlicha v Piešťanech nedaleko nábřeží Váhu. Ve stejném duchu byl postaven nový farní dům v Piešťanech (rok 1929).
V roce 1928 pro Církevní umělecký spolek navrhli Obchodní budovu na Laurinské ulici 17, později známou jako Central Passage. Byla prvním obchodním domem s pasáží na území Starého města. Moderní stavba s jednoduchou funkční obchodní dispozicí a kancelářemi k pronájmu v dvorní části, je v současnosti zrekonstruována bez výraznější změny původního vzhledu.
V roce 1933 projektují pro Piešťany koupaliště Eva. Pravděpodobně pod vlivem pražského architekta V. Kolátora, jehož přibrali do kolektivu, z návrhu později odstranili valbovou střechu. Moderním prvkem bylo řešení prosklené stěny haly bazénu. Veřejné lázně ještě v druhé polovině 20. let byly stavěny jako neoklasicistní stavby, bez přiznání vnitřní funkce objektu. Koncem 40. a začátkem 50. let A. Szőnyi pracoval na návrhu rozšíření koupaliště, ke kterému však nedošlo.
Poslední jejich známé společné projekty jsou z let 1937–1938.
K stavbám do historického prostředí Bratislavy patří i : farní dům u kostela sv. Jana z Mathy, bývalý obchod Pallehner na Hurbanovo náměstí (1938) a bytový dům na Kapitulské ulici č.13 (1933) pro Maďarskou vědeckou společnost. Z období roku 1938 jsou i jejich nájemní bytové domy. Příčinou rychlého investování byla blížící se válka a pochopitelná obava ze znehodnocení peněz.
Po odchodu z Prahy do Mnichova se do Bratislavy už nikdy nevrátil a není známo zda v tomto období až do smrti roku 1953 ještě projektoval.

### Principy jeho tvorby
V době jejich tvorby se architektura, nesla v duchu tradicionalismu, která byla oficiální architektura, požadovanou pro státní budovy. Proto i soutěžní návrhy na občanské a státní stavby řešily jako neoklasicistní stavby. Společnými znaky soutěžních projektů ze 20. let 20. stol. ateliéru F.Wimmer & amp; A.Szonyi byla těžká symetrická bloková architektura s valbovou střechou a střešní lucernou.
Rodinné domy a vily projektované architekty, které byly umístěny mimo města do přírodního prostředí byly domácky útulné ve stylu blízkém německému stavění. Znakem byly vysoké valbové střechy s náběhy při okapech, hladká fasáda s vertikálními členěnými okny s látkovým okenicemi. Nájemní domy z konce 30 let se blížili svou jednoduchou hmotou k purismu, avšak ornament/ individuální detail autoři nikdy neopustily.
V dějinách slovenské architektury je představitelem konzervativní (tradiční) architektury s osobitým projevem.

### Díla
- 1912 Úprava Rudnayiho náměstí v Bratislavě
- 1912-13 Kostel reformované církve na náměstí SNP, Kalvínův dvůr, Obchodní ulice č.12, Ba
- 1924 Vestavba budovy sálu do dvora konviktu Kláštera milosrdných, sál kina Atlona na dnešním náměstí SNP, Ba (dnešních restaurace Flag ship)
- 1924 rodinný dům dr. Fleischhacker na Timravina ulici č.4, Ba
- 1925 Památníku obětem 1. světové války na Murmanovej výšině, Ulice Franc. partyzánů, Ba
- 1926 Vlastní dům A Szonyiho na Kapitulská ul. č.13, Ba
- 1926 vila dr. Cabañas na Pažického ul. č.4, Ba
- 1928 Villa Anna v Piešťanech
- 1928 Central Passage, Laurinská ulice 17, ba
- 1929 farní dům v Piešťanech
- 1932 vila Janka Alexyho v Piešťanech, místní části Banka
- 1933 koupaliště Eva, Piešťany
- 1938 novostavba zámečku pro markraběte Pallavicini v Dubodieli
- 1938 bytový dům pro F. Wimmera a sourozenců na Zámecké č.1, Ba
- 1938 nájemný bytový dům pro Hilde Stritzl na Hlavatého č.6, Ba
- 1938 vila MUDr. Gustáva Szamáka na Partizánské ul. č.6, Ba
- 1938 vila MUDr. Dérera, Údolní 12, Ba